# 東シナ海ガス田問題
東シナ海ガス田問題（ひがしシナかいガスでんもんだい）は、東シナ海での日本と中華人民共和国（中国）のガス田開発および排他的経済水域の認識の違いに関わる問題である。

## 概要
問題となっている海域には、中国側の調査で春暁（日本名：白樺）、断橋（日本名：楠）、天外天（日本名：樫）、平湖、冷泉（日本名：桔梗）、龍井（日本名：翌檜）、残雪、残雪北の8ガス田が確認されているが、春暁（白樺）、断橋（楠）においてはその埋蔵地域が日中中間線の日本側海域に掛かっているため両国間の問題になっているほか、日本政府は天外天（樫）、龍井（翌檜）についても資源が中間線を越えて広がっている可能性を指摘している。
日本は2005年に経済産業省が中国に対抗し民間開発業者への試掘権付与手続きを行うなどしていたが、その後経産大臣に二階俊博ら親中派議員が配置されたこともあり一転してソフト路線となり、現場に海軍を配置して強硬に開発を推し進める中国に対して傍観するしかない状況となった。地区を限定して共同開発する話もあったが、その後一方的に共同開発より格下の「出資」扱いとされてしまった。対中関係を配慮するばかりに、この問題における出遅れや対応の遅さが指摘されている。

## 主張する海域の違い

ガス田の位置と日中中間線。日本名：春暁は「白樺」、断橋は「楠」、冷泉は「桔梗」、天外天は「樫」、龍井は「翌檜（あすなろ）」

問題となっているガス田は、両国の排他的経済水域内にあり、日本はその権益の範囲を現在国際的に一般的な日中中間線とするのに対し、中国は1970年代頃までの国際法上の解釈に基づく大陸棚の先端沖縄トラフまでを主張している。
こうした排他的経済水域に関わる問題は、国連海洋法条約において「関係国の合意到達の努力」に委ねられているが、解決が見られない場合は調停を要請できる。それでも解決が見られない場合は各裁判所に要請する事ができる。当条約は平和的解決を要求しているが、条文には強制力がないため、関係国がこれに応じない場合調停や裁判所での解決ができない。日本・中国共に国連海洋法条約に批准しており、日本は国際司法裁判所や国際海洋法裁判所に付託する事を中国に要請しているが、中国はこれに応じていない。

## 経緯
中国政府は、この海域の資源開発研究を30年以上前から続けており、1999年に平湖ガス田（全体が日中中間線より中国側にあるガス田）で天然ガスの生産を開始している。
中国は経済成長により電力需要が逼迫していることから、春暁（白樺）、天外天（樫）両ガス田でも日本の抗議にもかかわらず採掘施設の建設を進め、2005年9月下旬には、日中中間線から4キロメートルの位置で天外天ガス田の生産を開始した。なお、11月にも操業を始めるとみられる春暁（白樺）の採掘施設は、中間線から1.5キロメートルしか離れていない。

## 日本政府の対応と中国の反応

### 2004年
6月、中国が春暁（白樺）の本格開発に着手したことがわかり、春暁（白樺）・断橋（楠）付近の海域を独自に調査。春暁（白樺）・断橋（楠）は地下構造が中間線を挟んで日本側につながっており、天外天（樫）、龍井（翌檜）もその可能性があることを日本政府は確認した。このため、中国が日中間で地下構造がつながっているガス田の採掘を始めると日本側の資源まで吸い取られてしまう可能性が高いとして問題視している。そして、外交ルートを通じて当該海域での開発作業の即時中止と、地下構造のデータ提供を求め続けているが、2005年現在、中国側はデータ提供を拒んでいる。

### 2005年
7月、当時の中川昭一経済産業大臣は帝国石油に試掘権を付与した。日本の資源を守る目的があるとされた。試掘権付与手続きと平行して、日本政府は中間線付近の5ガス田に日本名を命名した。春暁は「白樺」、断橋は「楠」、冷泉は「桔梗」、天外天は「樫」、龍井は「翌檜（あすなろ）」とし、公文書などでも使用を始めた。しかし小泉首相は中川を農水大臣に横滑りさせ、親中派として知られる二階俊博を経済産業大臣に任命する。二階は中国を刺激しないように外交ルートを通じての話し合いに終始し、結果的に日本による試掘は頓挫することになった。
中国側は日本の抗議に対し日中共同開発を提案していたが、日中中間線より日本側の領域のみの共同開発としているため、日本政府は受け入れを拒否した。2005年10月、同問題についての日中局長級協議で、日中中間線をまたぐ春暁など4ガス田に限って共同開発する提案を中国側に行った。中国政府は「日本の行為（試掘権付与）は中国の主権と権益に対する重大な挑発かつ侵害」「強烈な抗議」と自国の行為を棚に上げて反論している。中国は、中国海軍の最新鋭艦であるソヴレメンヌイ級駆逐艦を含む5隻程度の艦隊でガス田周辺の警備を行っており、管轄の南京軍区や東海艦隊は、ガス田開発問題が表面化して以降、日本との突発的な軍事衝突に備えて第一級警戒態勢を布き、幹部の無許可での移動を禁じていると言われている。

### 2008年
6月8日、中国政府は春暁ガス田の共同開発相手として日本企業の参加も認めると伝えてきた。
東シナ海ガス田が全て操業を開始したとしても、大消費地の上海周辺の需要量から、1-2年の需要を賄なう程度の埋蔵量しかないのではないかと推定されており、日本はもちろん、中国側から見ても決して採算性のある事業ではない。そのことから、中国の真の狙いは、ガス田の開発それ自体より、日中中間線付近に複数のプラットフォームを建設することにより、日中中間線近くの海上に「事実上の中国領土」を人工的に作り上げ、第一列島線の一部でもある東シナ海の制海権と軍事的優位を確立することにあるのではないかと推定されている。
6月18日、日中両政府がガス田問題で合意。共同プレス発表で、（１）「白樺（しらかば）（中国名・春暁）」に日本が開発に参加する（２）「翌檜（あすなろ）（中国名・龍井）」南側の日中中間線をまたぐ海域での共同開発区域付近での共同開発－－との合意内容を明らかにした。両政府は、具体的な合意内容は条約交渉を経て確定するとした。「樫（中国名・天外天）」と「翌檜」本体、「楠（くすのき）（中国名・断橋）」は共同開発の合意に至らず、「共同開発をできるだけ早く実現するため、継続して協議を行う」とした。

### 2009年
1月4日、『産経新聞』が、2007年6月18日の日中両政府間の政治合意後も、中国が「樫」（天外天）で単独開発をしている事実をスクープした。
2008年7月、海上自衛隊のP3C哨戒機が、樫（天外天）のプラットホーム周辺の海域が茶色く濁っているのを確認し、変色した海域が拡大したり、海面が激しく泡立ったりしたのも把握した。また、同月頃にパイプやドリルを使い、樫（天外天）で掘削を開始した。掘削は最短で1カ月程度で終わるとされることから、石油と天然ガスの採掘に入ったとの見方が強いと報じた。そして、同日、中国外務省の報道局長は「天外天（樫）が中国の海域であることは争いがなく、作業を行うのは固有の権利で日本との間に共同開発の問題は存在していない」と強く反発した。

### 2010年
5月16日、『産経新聞』は、中国が2010年から圧力外交に転じ、日本に対して「白樺」ガス田（中国名・春暁）を共同開発より格下の「出資」とするように要求したと報じた。親中派の鳩山由紀夫首相は関係閣僚と協議してこの要求を受け入れ、出資比率の5割超を中国側に譲る方針を決めたことを報じた。
3月18日、中国海軍は、沖縄、沖ノ鳥島近海で軍事訓練を実施、艦載ヘリによる日本の海上自衛隊護衛艦への異常接近行為や、日本側哨戒機に中国艦が速射砲の照準を合わせるなどの武力示威行為をおこなった。4月10日にも東シナ海で中国海軍の武力示威行動が発生した。
4月20日、海上自衛隊のP3C哨戒機に速射砲の照準を合わせ、撃墜の威嚇行動を取っていたことも判明した。
5月3日、中国の海洋調査船が日本の排他的経済水域（EEZ）内で調査中の海上保安庁測量船に接近し、調査の中止を要求する事態が発生したため、日本側は中国政府に厳重抗議をおこなった。

### 2016年
2016年10月、川村泰久外務報道官は新たにガス田開発施設2基の活動がなされている可能性が高い炎の確認がなされたとし、同月12日までに金杉憲治外務省アジア大洋州局長により駐日中国大使館に対して「一方的な資源開発は認められない」との抗議がなされた。

### 2019年
菅義偉官房長官は2019年3月22日の記者会見で、東シナ海の「日中中間線」付近で中国の移動式掘削船がガス田の試掘とみられる活動をしていることに対して、日本政府が外交ルートを通じて中国政府に抗議したことを公表した。

### 2023年
2023年12月、外務省は海上自衛隊が中国が設置した構造物から新たに炎が上がっているのを確認したと発表。鯰博行アジア大洋州局長が楊宇・在日中国大使館次席公使に強く抗議した。中国はこれまでに18基を設置しており、炎が確認されたのは今回で14基となった。

## 関連する国連海洋法条約の条文
国連海洋法条約
第5部 排他的経済水域
第74条 向かい合っているか又は隣接している海岸を有する国の間における排他的経済水域の境界画定
1. 向かい合っているか又は隣接している海岸を有する国の間における排他的経済水域の境界画定は、衡平な解決を達成するために、国際司法裁判所規程第38条に規定する国際法に基づいて合意により行う。
2. 関係国は、合理的な期間内に合意に達することができない場合には、第15部に定める手続に付する。
3. 関係国は、1の合意に達するまでの間、理解及び協力の精神により、実際的な性質を有する暫定的な取極を締結するため及びそのような過渡的期間において最終的な合意への到達を危うくし又は妨げないためにあらゆる努力を払う。暫定的な取極は、最終的な境界画定に影響を及ぼすものではない。
4. 関係国間において効力を有する合意がある場合には、排他的経済水域の境界画定に関する問題は、当該合意に従って解決する。

第6部 大陸棚
第77条 大陸棚に対する沿岸国の権利 
1. 沿岸国は、大陸棚を探査し及びその天然資源を開発するため、大陸棚に対して主権的権利を行使する。
2. 1の権利は、沿岸国が大陸棚を探査せず又はその天然資源を開発しない場合においても、当該沿岸国の明示の同意なしにそのような活動を行うことができないという意味において、排他的である。
3. 大陸棚に対する沿岸国の権利は、実効的な若しくは名目上の先占又は明示の宣言に依存するものではない。
4. この部に規定する天然資源は、海底及びその下の鉱物その他の非生物資源並びに定着性の種族に属する生物、すなわち、採捕に適した段階において海底若しくはその下で静止しており又は絶えず海底若しくはその下に接触していなければ動くことのできない生物から成る。

第78条 上部水域及び上空の法的地位並びに他の国の権利及び自由 
1. 大陸棚に対する沿岸国の権利は、上部水域又はその上空の法的地位に影響を及ぼすものではない。
2. 沿岸国は、大陸棚に対する権利の行使により、この条約に定める他の国の航行その他の権利及び自由を侵害してはならず、また、これらに対して不当な妨害をもたらしてはならない。

第79条 大陸棚における海底電線及び海底パイプライン 
1. すべての国は、この条の規定に従って大陸棚に海底電線及び海底パイプラインを敷設する権利を有する。
2. 沿岸国は、大陸棚における海底電線又は海底パイプラインの敷設又は維持を妨げることができない。もっとも、沿岸国は、大陸棚の探査、その天然資源の開発並びに海底パイプラインからの汚染の防止、軽減及び規制のために適当な措置をとる権利を有する。
3. 海底パイプラインを大陸棚に敷設するための経路の設定については、沿岸国の同意を得る。
4. この部のいかなる規定も、沿岸国がその領土若しくは領海に入る海底電線若しくは海底パイプラインに関する条件を定める権利又は大陸棚の探査、その資源の開発若しくは沿岸国が管轄権を有する人工島、施設及び構築物の運用に関連して建設され若しくは利用される海底電線及び海底パイプラインに対する当該沿岸国の管轄権に影響を及ぼすものではない。
5. 海底電線又は海底パイプラインを敷設する国は、既に海底に敷設されている電線又はパイプラインに妥当な考慮を払わなければならない。特に、既設の電線又はパイプラインを修理する可能性は、害してはならない。

第80条 大陸棚における人工島、施設及び構築物 
第60条の規定は、大陸棚における人工島、施設及び構築物について準用する。
第81条 大陸棚における掘削 
沿岸国は、大陸棚におけるあらゆる目的のための掘削を許可し及び規制する排他的権利を有する。